# Daniel McMenamin
Daniel McMenamin (* 1. März 1882 im County Donegal, Irland; † 13. Februar 1964 in Dublin) war ein irischer Politiker der Fine Gael. Er war 1927 und von 1932 bis 1961 Teachta Dála (Abgeordneter) im Dáil Éireann, dem irischen Unterhaus des Oireachtas.

## Biografie
Nach dem Schulbesuch studierte McMenamin Rechtswissenschaft. Nach der Ausbildung am King’s Inns war er als Barrister (Prozessanwalt) tätig. Er trat der Irish Parliamentary Party bei und kandidierte bei den Wahlen 1918 im Wahlkreis Donegal West. Auch der zweite Versuch bei den Wahlen 1923 scheiterte. Er trat der National League Party bei und wurde bei den Wahlen im Juni 1927 für den Wahlkreis Donegal in den Dáil gewählt. An den Wahlen im September 1927 nahm er nicht teil. Er wurde dann erst bei den Wahlen 1932 und den 1933 wiedergewählt. Er war der Cumann na nGaedheal beigetreten und folgte den Parteimitgliedern in die Fine Gael. Mit dem Neuzuschnitt der Wahlkreise kandidierte McMenamin dann 1937 im Wahlkreis Donegal East. Die folgenden Wahlen konnte er immer für sich entscheiden. Ab den Wahlen 1961 beteiligte er sich nicht mehr an den Wahlen.
Von 1944 bis 1948 war er Leas-Cheann Comhairle im Dáil. Seine Tochter Rosaleen Linehan ist Schauspielerin.